# Setodes parilaghu
Setodes parilaghu är en nattsländeart som beskrevs av Schmid 1987. Setodes parilaghu ingår i släktet Setodes och familjen långhornssländor. Inga underarter finns listade i Catalogue of Life.